# Kindschal
Der Kindschal (Kanjal, Kindjal, Kinschal) ist der traditionelle Dolch der Tscherkessen und einiger kaukasischer Reiterstämme.

## Geschichte
Der Kindschal wurde von berittenen Reiterstämmen des Kaukasus als Waffe entwickelt. Sie waren so in der Kultur verankert, dass sie auch zur Militäruniform getragen wurden. Der Kindschal hat große Ähnlichkeit mit dem georgischen Quama und ist genaugenommen die gleiche Waffe. Der Kindschal wird bis heute zur Tracht der Tscherkessen getragen.

## Beschreibung
Der Kindschal hat eine gerade, zweischneidige Klinge mit einer Hohlbahn, die vom Griff bis zu der Stelle verläuft, an der sich die Klinge zum Ort (Spitze) hin verjüngt. Andere Versionen haben eine doppelte Hohlbahn, die erst einige Zentimeter nach der Klingenbasis beginnt und bis in die Spitze verläuft. Bei manchen verläuft die Hohlbahn nicht in der Mitte, sondern versetzt davon. Die Klingenform ist auch unterschiedlich. Die meisten Klingen sind gerade, aber es gibt auch viele, deren Klingen leicht gekrümmt sind. Der Kindschal hat kein Parier. Die Griffschalen bestehen meist aus Holz oder Horn. Die Scheiden sind aus Holz, das mit Leder oder auch Metall überzogen ist.
Die Vorderseite ist fein gearbeitet, im Gegensatz zu der Rückseite, die oft ganz einfach und fast unbearbeitet gehalten wird. Die Länge der Kindschalklinge variiert zwischen etwa 8 cm und 45 cm.